# Melamphaes spinifer
Melamphaes spinifer är en fiskart som beskrevs av Ebeling 1962. Melamphaes spinifer ingår i släktet Melamphaes och familjen Melamphaidae. IUCN kategoriserar arten globalt som livskraftig. Inga underarter finns listade i Catalogue of Life.